# Védánta
Védánta (v dévanágarí वेदान्त) je jeden z šesti indických filozofických áštikových (ortodoxních) systémů. Idealistické učení védánty poprvé systematicky rozvinul Bádarájana.
Hlavními zástupci védánty jsou:
1. Advaita (Gaudapáda, Ádi Šankara) – Doslova nedualismus. Monistická škola, která ztotožňuje individuální jednotku (džíva) s brahmanem (absolutní neosobní božský princip). Advaita zastává doktrínu iluze (mája), kdy fenomenální svět je považován za iluzorní, jediná skutečnost je brahman..
2. Višištádvaita (Rámánudža) – Doslova nedualita s rozdíly. Višištádvaita tvrdí, že individuální jednotka je totožná s Bohem jen v určitých principech. Ramanudža neuznal teorii iluze, podle něj je svět skutečným projevem Boha.
3. Dvaita (Madhva) – Doslova dualismus. Madhva, podobně jako většina védántských škol považoval svět za skutečný a byl zastáncem monoteistického absolutního dualismu.
4. Šudhadvaita védánta (Vallabha) – Vallabha zastával princip čistého nedualismu, kdy individuální jednotka je v principu totožná s Nejvyšším, avšak jak Bůh tak i duše si zachovávají svojí jedinečnost a odlišnost.
5. Dvaitádvaita (Nimbárka) – Dualismus v nedualismu. Někdy také bhédábhéda. Podle této filozofie jsou duše i Bůh zároveň oddělené i spojené. Oddělenost a jednota se vzájemně nevylučují.
Z těchto škol vychází celá řada podškol, například Ačintja-bhédábhéda-tattva nebo bhédábhéda, založena filozofem Bháskarou. Výraz védánta je složený ze sanskrtských slov véda (védy) a anta (závěr) a znamená v češtině „zakončení véd“.
Všechna odvětví védánty vycházejí z upanišad. Upanišady jsou přidružené k základním védským sanhitám (Rgvéda, Sámavéda a Jadžurvéda), staly se východiskem buddhismu a džinismu a jsou ideovým základem pozdějšího hinduismu.

## Přehled
Védánta konstatuje, že brahma (nejvyšší duchovní vesmírný princip) je oproštěno od vlastností a jednání. Vinou máji (klamu smyslového poznání) se átmá (individuální duchovní princip) ztotožňuje s objekty.
Některé Upanišady zmiňují totožnost átmá s brahma, jiné zdůrazňují rozdíl mezi átmá a paramátmá Tento věčný rozdíl mezi átmá (v neosvobozeném i osvobozeném stavu) a íšvarou zdůrazňuje i Védánta-sútra, dialektický text vykládaný různými filozofickými školami (sampradája).

## Advaita-védánta
Advaita-védánta (v dévanágarí अद्वैत वेदान्त) je indická, filosoficko-náboženská škola zastupující čistý monismus (filosofie jedné reality). Toto je vyjádřeno sanskrtským souslovím a (ne) dvaita (dvě).
Advaita Védánta učí, že klamné ztotožnění átma s objekty lze změnit v pravdivé poznání: brahma a átma jsou totožní. V Kathópanišad je to vyjádřeno slovy: „Porazit nevědomost nezdolným mečem, ukutým v ohni poznání“.
Advaita-védánta, tak jako i ostatní ortodoxní i neortodoxní filosoficko-náboženské školy védské filosofie, je založena na třech kategoriích védských spisů nazývaných prasthánatrají. Patří k nim upanišady, Bhagavadgíta a Brahmasútra (Vedánta sútra). Mnoho známých i méně známých autorů psalo komentáře (bhášja) k těmto spisům, ale všeobecně nejuznávanějšími jsou Ádi Šankara, Rámánudža a Madhva.
Ádi Šankara je přímým pokračovatelem tradice védských mistrů z dávné minulosti. Jeho učitelem byl Gaudapáda Adžativáda a sám Šankara měl čtyři žáky: Padma-páda, Hasta-málaka, Tótakáčárja a Vartika-kára. Ádi Šankara je postavil do čela klášterů (matha) ve čtyřech hlavních oblastech Indie, aby udržovali nauku védánty. Šankara sám napsal komentáře ke všem spisům prasthánatrají a Gaudapadíja-karikám. Známé jsou také Upadéša-sahasrí, filosofická pojednání o védántské filosofii jedné reality.
Je řečeno, že Ádi Šankara byl inkarnací Šivy, který se měl na rozkaz Višnua zjevit a zavést mylnou interpretaci Véd. Višnu mu řekl, aby zakryl skutečný význam védských písem, Advaita je proto mylná interpretace védánty. To je potvrzeno v mnoha Puránách.
V Šivapuráně říká Višnu Šivovi:
(Sanskrt) dvāparādau yuge bhūtvā kalayā mānuṣādiṣu | svāgamaiḥ kalpitais tvaṁ ca janān mad-vimukhān kuru
(Překlad) „Na konci věku Dvápara a začátku věku Kali (ádau), podveď lidi tak, že vytvoríš smyšlený výklad Véd, který je zmate.“
V Padma Puráně je totéž potvrzeno také:
(Sanskrt) māyāvādam asac chāstraṁ pracchannaṁ bauddham ucyate mayaiva kalpitaṁ devi kalau brāhmaṇa-rūpiṇā| brahmaṇaś cāparaṁ rūpaṁ nirguṇaṁ vakṣyate mayā sarvasvaṁ jagato 'py asya mohanārthaṁ kalau yuge| vedānte tu mahā-śāstre māyāvādam avaidikam mayaiva vakṣyate devi jagatāṁ nāśa-kāraṇāt
(Překlad) Šiva řekl Parvatí: „Májávádská filozofie monismu je bezbožná. Je to v podstatě skrytý buddhismus. Moje milá ženo, ve věku Kali přijímám podobu bráhmany a tuto vymyšlenou filozofii učím. Abych podvedl bezbožné, popíši absolutního Boha jako někoho bez podoby a vlastností. Při výkladu filozofie védánty použiji tuto nauku, abych tak svedl lidi na cestu bezbožnosti popřením osobní podoby Boha.“

## Višišta-advaita
Doslova „podmíněný monismus“ je učení áčárji Rámánudži (1017–1137). Představuje reakci na Šankarův monismus, který upravuje tak, aby lépe vyjadřoval nejen monistické, ale i monoteistické výroky Upanišad opomíjené Šankarou. Jeho komentář k Brahmasútře se nazývá Šrí Bhášja (Šrí je jméno bohyně Lakšmí).

## Dvaita-védánta
Neboli dualismus, který učil áčárja Madhva (1239–1319), je přímou opozicí a výzvou vůči Šankarově advaitě. Ještě důrazněji než Rámánudža zastával názor, že Bůh a átma se věčně liší.
Jeho komentář k Brahmasútře se nazývá Púrnapragja Bhášja (Púrnapragja bylo jedno z jeho jmen). Kromě jiného napsal i komentáře k Upanišadám, Bhagavadgítě, Mahábháratě a Rgvédu.
Rámánudža a Madhva a s nimi další vaišnavští áčárjové jako Višnusvámí, Nimbárka a Šrí Čaitanja Maháprabhu se zasloužili o rozmach vaišnavské bhakti, dnes nejpopulárnějšího tradičního směru indických filosofií.

## Ačintja-bhédábhéda-tattva
Ačintja-bhéda-abhéda tattva (v dévanágarí अचिन्त्यभेदाभेद, acintyabhedābheda) je védantská škola, kterou v 16. století učil Čaitanja Maháprabhu, avatár Kršny. Ačintja-bhéda-abhéda
znamená doslova „nepochopitelná současná jednota a odlišnost“ ve vztahu
k Tvůrci a tvůrčí energii, tzn. nepochopitelná současná jednota s Bohem
a odlišnost od Něj.
Filozofie Ačintja-bhéda-abhéda učí, že z hlediska kvality,
jsme s Bohem (Kršnou) totožní, avšak co se týče kvantity, tak nepřipadá v úvahu
abychom se Mu rovnali, tzn. že z hlediska kvantity, velikosti, se od
Boha lišíme. Toto učení uvádí v soulad směry védantské filozofie Dvaita a Advaita.
Ačintja-bhéda-abhéda, ale není ničím novým. Podle gaudíja vaišnavů je právě tato filozofie původním učením všech védských písem, včetně Védánta-sútry, Upanišad a dalších. Nastolením filozofie Ačintja-bhéda-abhéda se vlastně vracíme k původnímu učení Véd, které se v průběhu let ztratilo.